# Rosti-Mepal

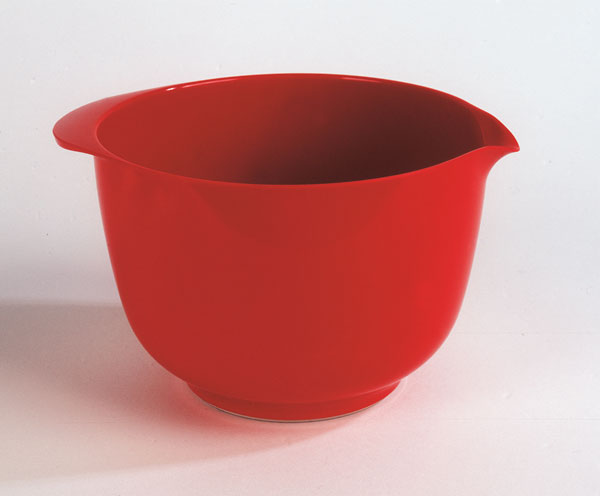
Rostis Margretheskål

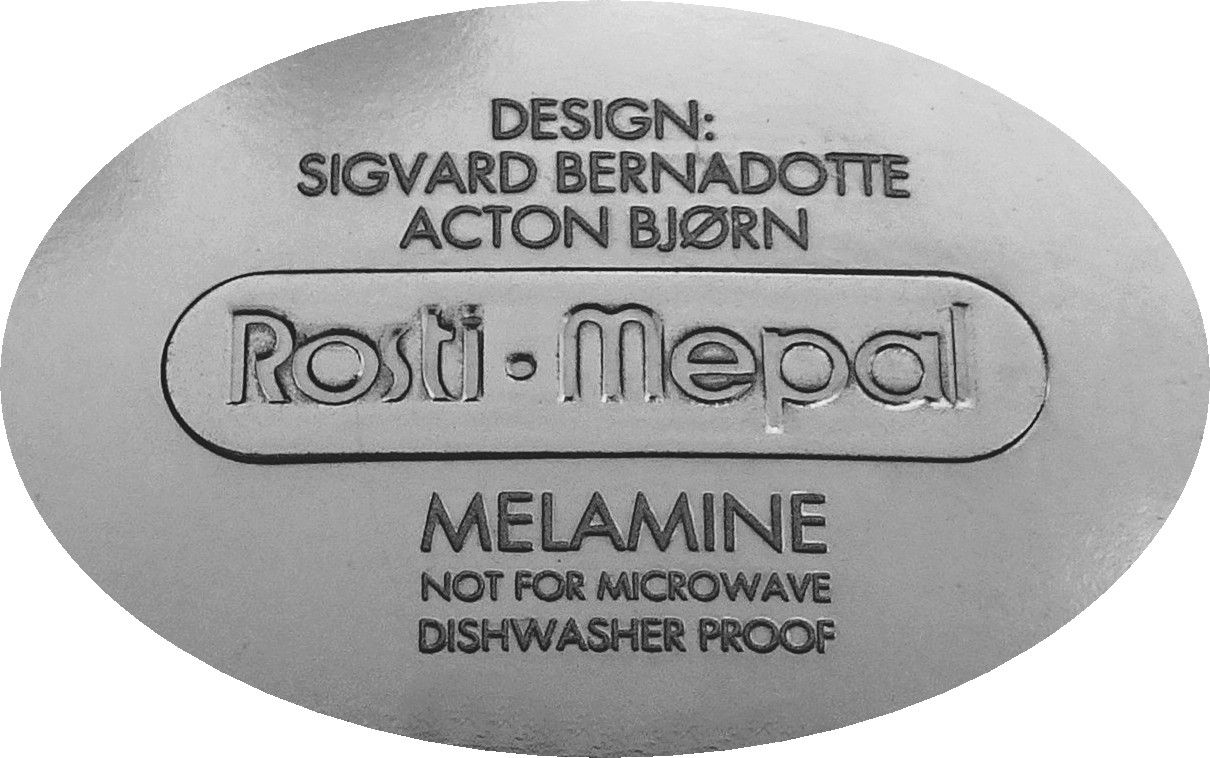
Märkning av produkt från Rosti-Mepal tillverkat i materialet Melamin.

Rosti-Mepal är en tillverkare av plastprodukter, bland företagets mest kända produkter här Margretheskålen. Rosti grundades 1944 i Köpenhamn. Bolagets namn är en sammanslagning av grundarna Rolf Fahrenholtz och Stig Jørgensens förnamn. Till en början arbetade företagets främst med bakelit innan man gick över till melaminprodukter. På 1950-talet inleddes ett samarbete med Sigvard Bernadotte och Acton Bjørn vilket ledde till lanseringen av Margeretheskålen 1954. Skålen formgavs av Jacob Jensen.
A.P. Møller-Mærsk köpte Rosti 1971 och 1993 bildades Rosti-Mepal tillsammans med nederländska Mepal BV. Mepal bildades 1950 och Rosti-Mepals säte är Lochem i Nederländerna.